# Jorge II da Grã-Bretanha
Jorge II (Hanôver, 10 de novembro de 1683 – Londres, 25 de outubro de 1760), da Casa de Hanôver, foi Rei da Grã-Bretanha e Irlanda de 1727 até à sua morte. Foi ainda príncipe-eleitor de Hanôver e duque de Brunsvique-Luneburgo.
Jorge foi o último monarca britânico a nascer fora da Grã-Bretanha: nasceu e foi criado no norte do Sacro Império Romano-Germânico. Em 1701, a sua avó, a princesa Sofia do Palatinado, ficou no segundo lugar na linha de sucessão ao trono britânico depois de cerca de cinquenta católicos que estavam mais próximos do trono do que ela serem excluídos devido ao Decreto de Estabelecimento de 1701 que restringiu a sucessão a protestantes. Depois que Sofia e a rainha Ana morreram em 1714, o seu pai, Jorge I, príncipe-eleitor de Hanôver, herdou o trono britânico. Durante os primeiros anos do reinado do seu pai, Jorge foi associado a políticos da oposição até eles se juntarem novamente ao partido governante em 1720.
Rei a partir de 1727, Jorge tinha pouco domínio sobre a política interna da Grã-Bretanha que era controlada majoritariamente pelo parlamento do país. Como príncipe-eleitor, passou doze vezes o verão em Hanôver onde tinha um controle mais directo sobre a política do governo. Tinha uma relação difícil com seu filho mais velho, Frederico, que apoiava a oposição do parlamento. Durante a Guerra de Sucessão Austríaca, Jorge participou na Batalha de Dettingen, em 1743, e assim tornou-se o último monarca britânico a liderar um exército durante uma batalha. Em 1745, apoiantes do pretendente católico ao trono, Jaime Francisco Eduardo Stuart ("O Velho Pretendente"), liderados pelo seu filho, Carlos Eduardo Stuart ("O Jovem Pretendente" ou "Bonnie Prince Charlie"), tentaram sem sucesso depor Jorge na última das rebeliões jacobitas. Depois da morte inesperada de Frederico em 1751, o neto de Jorge, Jorge III, tornou-se herdeiro aparente do trono, acabando por se tornar rei após a sua morte.
Durante os dois séculos que se seguiram à sua morte, a história desconsiderou Jorge II, concentrando os relatos sobre a sua vida nas suas amantes, mau feitio e aborrecimento. No entanto, a partir daí, alguns intelectuais têm vindo a reavaliar o seu legado e concluíram que o rei tinha e exercia a sua influência na política externa e em assuntos militares.

## Primeiros anos

Jorge quando criança com a sua mãe Sofia Doroteia e a irmã com o mesmo nome

Jorge nasceu na cidade de Hanôver, na Alemanha, filho de Jorge Luís, Príncipe-Herdeiro de Brunsvique-Luneburgo (depois rei Jorge I da Grã-Bretanha) e da sua esposa, a duquesa Sofia Doroteia de Celle. Ambos os pais de Jorge cometeram adultério e, em 1694, o casamento foi dissolvido sob o pretexto de que Sofia tinha abandonado o marido. A duquesa foi presa na Casa Ahlden e foi-lhe negado o acesso aos seus dois filhos, Jorge e a irmã Sofia Doroteia de Hanôver, que provavelmente nunca mais voltaram a ver a mãe.
Jorge falou apenas francês, a língua da diplomacia e da corte, até aos quatro anos de idade, quando um dos seus tutores, Johann Hilmar Holstein, lhe começou a ensinar alemão. Além de alemão e francês, também aprendeu inglês e italiano, ao ponto de falar as quatro línguas fluentemente. Estudou geologia, história militar e tácticas de batalha com especial dedicação.
A prima em segundo-grau de Jorge, a rainha Ana, herdou os tronos unificados de Inglaterra, Escócia e Irlanda em 1702. Nenhum dos seus filhos sobreviveu à infância e, através do Decreto de Estabelecimento de 1701, o Parlamento Inglês nomeou os parentes protestantes mais próximos de Ana, a avó de Jorge, Sofia, e os seus descendentes, como herdeiros de Ana na Inglaterra e na Irlanda. Consequentemente, após a sua avó e seu pai, Jorge estava em terceiro lugar na linha de sucessão em ambos os reinos. Em 1705 recebeu a cidadania britânica através do Decreto de Naturalização de Sofia e, em 1706, foi condecorado como Cavaleiro da Ordem da Jarreteira e recebeu os títulos de Marquês de Cambridge, Conde de Milford Haven, Visconde Northallerton e Barão de Tewkesbury na nobreza inglesa. Inglaterra e Escócia uniram-se em 1707, criando assim o Reino da Grã-Bretanha e aceitaram de forma unânime a sucessão que foi ditada pelo Decreto de Estabelecimento.

## Casamento

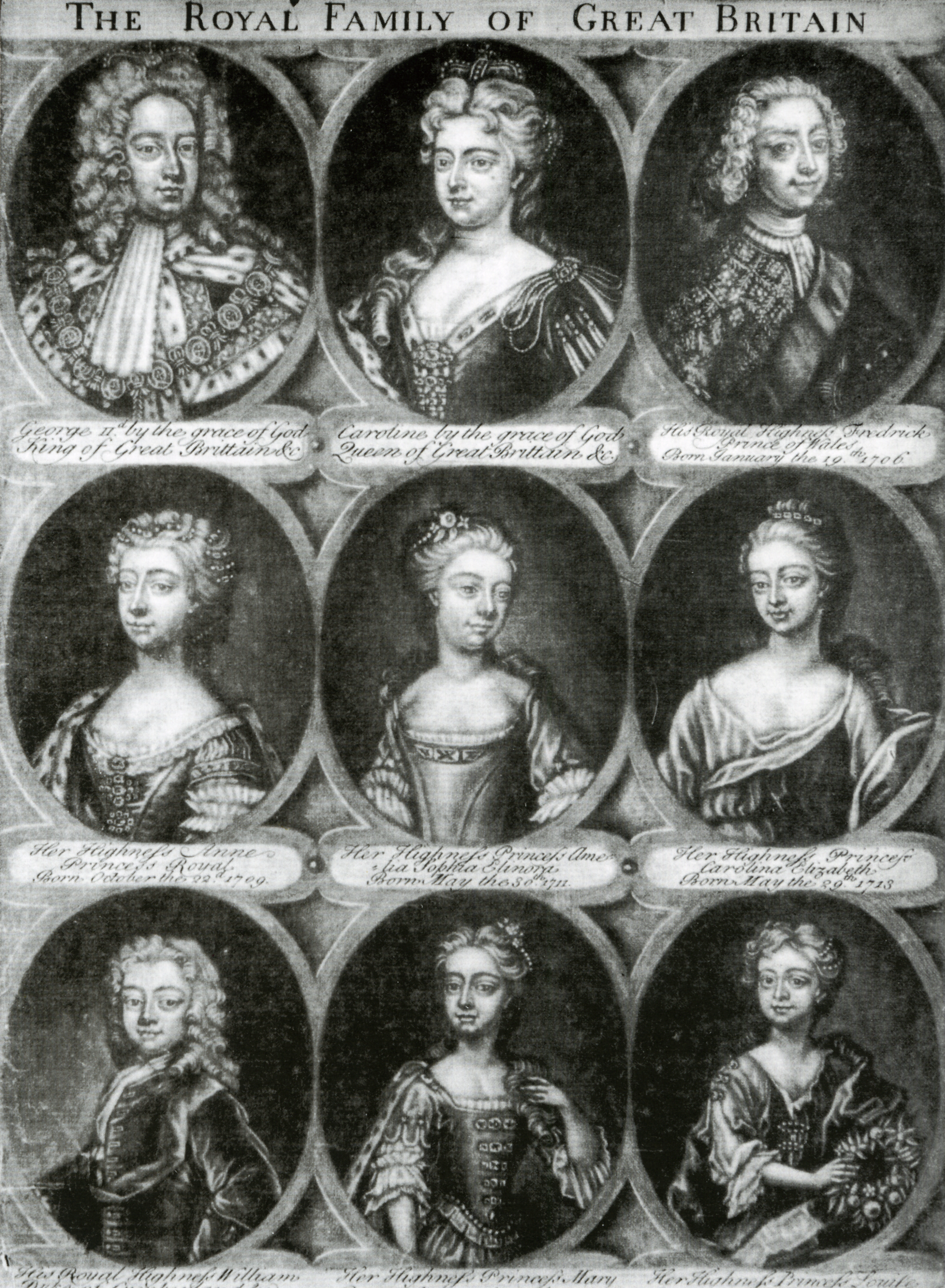
Jorge, a sua esposa Carolina e os seus filhos

O pai de Jorge não queria que o filho contraísse um casamento sem amor tal como lhe tinha acontecido. Queria dar-lhe a oportunidade de conhecer a noiva antes de se estabelecer algum compromisso oficial. Em 1702 iniciaram-se negociações para o casamento com a princesa Edviges Sofia da Suécia, duquesa-viúva e regente de Holstein-Gottorp que nunca foram concluídas. Em junho de 1705, utilizando o nome falso de "Monsieur de Busch", Jorge visitou a corte de Ansbach anonimamente na sua residência de verão em Triesdorf para investigar outra perspectiva de casamento: Carolina de Brandemburgo-Ansbach, a antiga pupila da sua tia, a rainha Sofia Carlota da Prússia. O enviado inglês a Hanôver, Edmund Poley, referiu que Jorge ficou tão impressionado com "o bom carácter dela que não conseguia pensar em mais ninguém". No final de julho foi concluído o contracto de casamento. A 22 de agosto ou 2 de setembro (de acordo com o novo calendário), Carolina chegou a Hanôver para o seu casamento, que se realizou nessa mesma noite na capela de Harrenhausen.
Jorge era a favor da participação na guerra contra a França em Flandres, mas o seu pai recusou dar-lhe permissão para se juntar ao exército com um papel activo até que tivesse um filho e herdeiro. Em inícios de 1707, as esperanças de Jorge foram satisfeitas quando Carolina deu à luz um filho a quem chamaram Frederico. Em julho, Carolina adoeceu gravemente de varíola e Jorge contraiu a mesma infecção depois de ficar ao lado da esposa dedicadamente durante todo o período da sua doença. Ambos se recuperaram da enfermidade. Em 1708, Jorge participou na Batalha de Oudenarde na vanguarda da cavalaria de Hanôver. O seu cavalo e um coronel que se encontrava a seu lado foram mortos, mas Jorge sobreviveu sem ferimentos. O comandante britânico, o Duque de Marlborough, escreveu que Jorge "se tinha distinguido extraordinariamente, atacando na liderança e animado pelas suas tropas [de Hanôver] exemplares que tiveram um papel importante na sua jubilosa vitória". Entre 1709 e 1713, Jorge e Carolina tiveram mais três filhas: Ana, Amélia e Carolina.
Em 1714, a saúde da rainha Ana começou a deteriorar-se e os conservadores britânicos, políticos que apoiavam a sucessão de Hanôver, acharam prudente que um dos membros dessa família passasse a viver em Inglaterra para garantir a sucessão protestante após a morte de Ana. Uma vez que Jorge era um nobre do reino (sendo Duque de Cambridge), sugeriu-se que fosse ele o convocado para se sentar na Câmara dos Lordes. Tanto Ana como o pai de Jorge se recusaram a apoiar este plano, apesar de Jorge, Carolina e Sofia estarem todos a favor. Jorge não foi. Um ano depois tanto Sofia como Ana morreram e o pai de Jorge tornou-se rei.

## Príncipe de Gales

### Desavença com o Rei

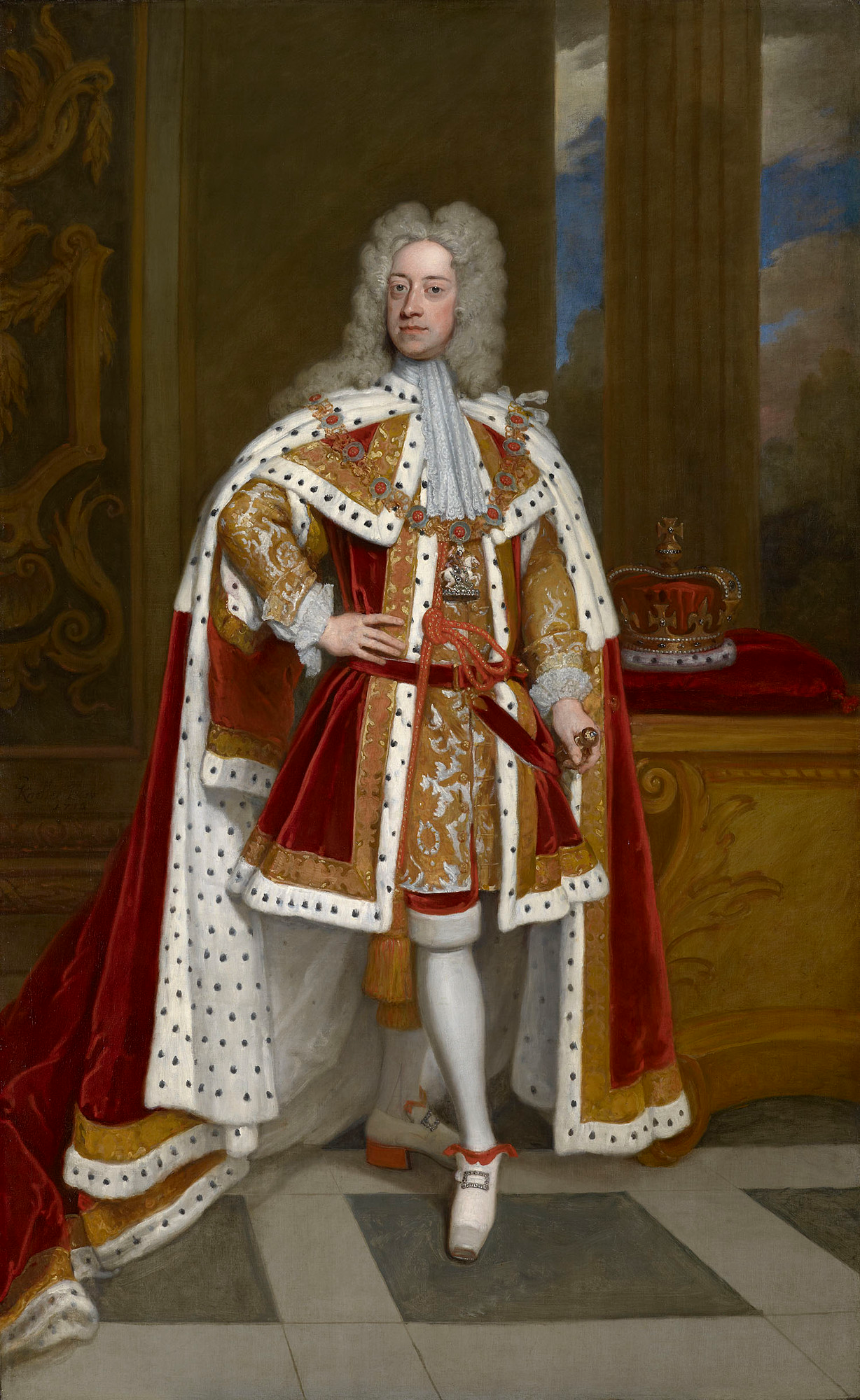
Jorge por Godfrey Kneller

Jorge e o pai partiram para Inglaterra da Haia a 16/27 de setembro e chegaram a Greenwich dois dias depois. No dia seguinte, entraram formalmente em Londres numa procissão cerimonial. Jorge recebeu o título de Príncipe de Gales. Carolina foi com o marido e as suas filhas para Inglaterra enquanto Frederico ficou em Hanôver para ser criado por tutores privados. Londres era diferente de tudo o que Jorge tinha visto até então: era cinquenta vezes maior do que Hanôver (Hanôver tinha cerca de 1800 casas enquanto Londres tinha mais de cem mil) e estima-se que na multidão estivesse meio milhão de espectadores. Jorge procurou popularidade com expressões volúveis de elogio dos Ingleses e afirmou que não tinha uma gota de sangue que não fosse inglesa.
Em julho de 1716, o rei regressou a Hanôver durante seis meses e Jorge recebeu poderes limitados através do título "Guardião e Tenente do Reino" para governar durante a ausência do pai. Realizou uma visita real por Chichester, Havant, Portsmouth e Guildford no sul de Inglaterra. Os espectadores puderam vê-lo jantar em público no Palácio de Hampton Court. Houve uma tentativa de assassinato quando o príncipe se encontrava no Teatro de Drury Lane, durante a qual uma pessoa foi alvejada mortalmente antes de se conseguir prender o responsável. O acontecimento enalteceu o príncipe publicamente.
O seu pai não confiava ou tinha ciúmes da popularidade de Jorge, algo que contribuiu para o distanciamento entre os dois. O nascimento do segundo filho varão de Jorge, o príncipe Jorge Guilherme, em 1717, foi o catalisador para uma desavença familiar; o rei, supostamente seguindo a tradição, nomeou o Lorde Camareiro, o Duque de Newcastle, um dos padrinhos de baptismo. O rei ficou furioso quando Jorge, que não gostava de Newcastle, insultou verbalmente o duque durante a cerimónia, algo que o duque interpretou mal como um desafio para um duelo [Jorge levantou o punho na direcção de Newcastle e disse: "É um patife! Hei-de descobri-lo!", algo que o duque interpretou como "É um patife! Hei-de lutar consigo!"]. Jorge e Carolina ficaram restringidos temporariamente aos seus aposentos por ordem do rei que posteriormente expulsou o filho do Palácio de St. James, a sua residência oficial. O Príncipe e a Princesa de Gales deixaram a corte, mas os seus filhos continuaram sob o cuidado do rei.
Jorge e Carolina sentiam a falta dos seus filhos e estavam desesperados para voltar a vê-los. Em certa ocasião, o casal visitou o palácio em segredo sem a aprovação do rei; Carolina desmaiou e Jorge "chorou como uma criança". O rei recuou parcialmente e permitiu que o casal visitasse os filhos uma vez por semana, apesar de mais tarde permitir acesso ilimitado a Carolina. No mês de fevereiro seguinte, Jorge Guilherme morreu com o pai a seu lado.

### Oposição política

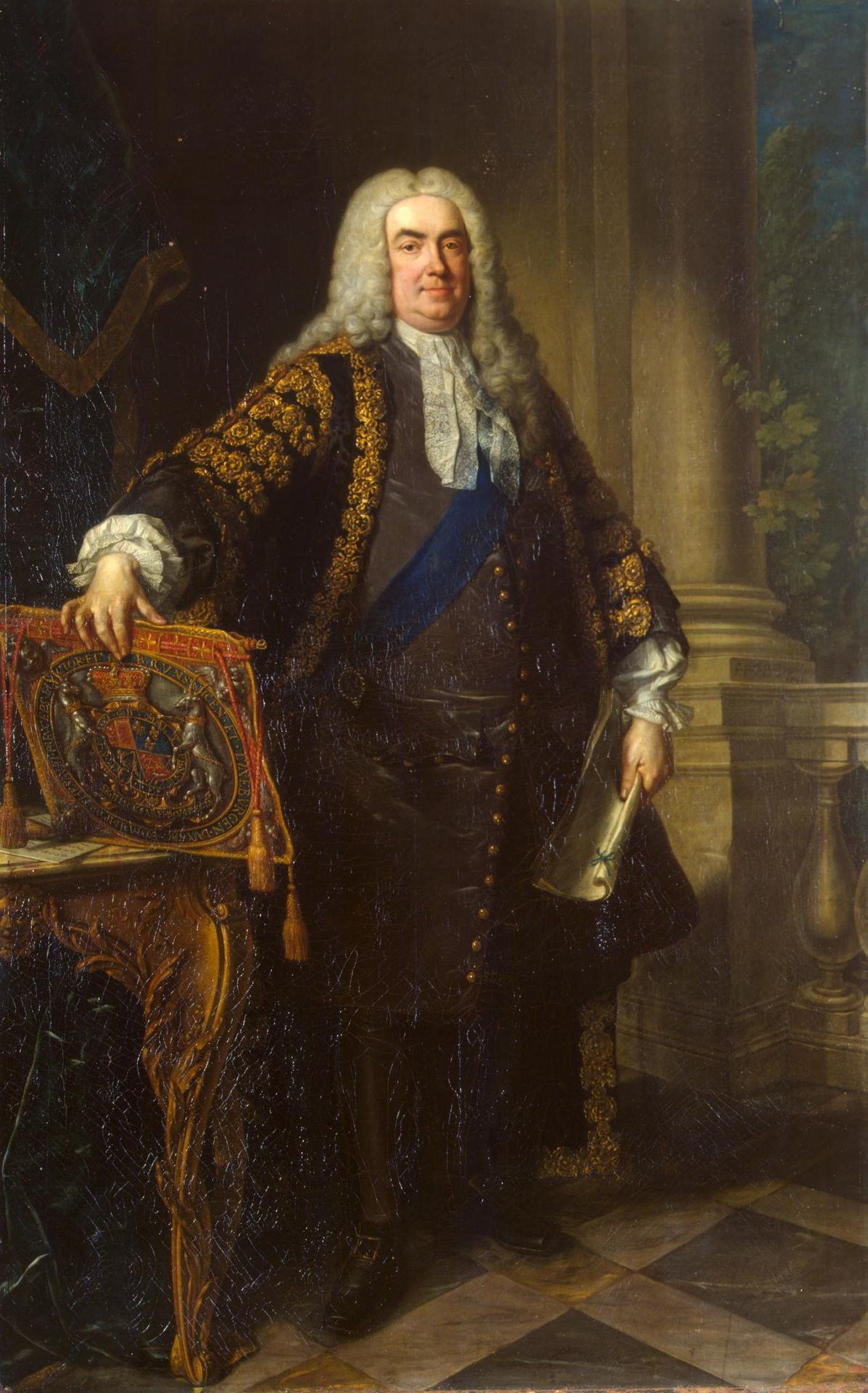
Sir Robert Walpole

Expulso do palácio e ignorado pelo seu próprio pai, durante os anos que se seguiram, Jorge foi identificado como opositor das políticas de Jorge I, que incluíam medidas para aumentar a liberdade religiosa na Grã-Bretanha e aumentar os territórios alemães de Hanôver a custo da Suécia. A sua nova residência em Londres, a Casa Leicester, tornou-se um ponto de encontro frequente dos opositores políticos do seu pai, incluindo sir Robert Walpole e o Visconde Townshend, que tinha deixado o governo em 1717.
O rei voltou a visitar Hanôver entre maio e novembro de 1719. Em vez de nomear Jorge para guardar o trono, estabeleceu um conselho de regência. Em 1720, Walpole encorajou o rei e o seu filho para uma reconciliação em nome da unidade pública, algo a que ambos consentiram, mas sem grande vontade. Walpole e Townshend regressaram aos seus cargos políticos e ao ministério. Jorge não demorou a ficar desiludido com os termos da reconciliação. As suas três filhas, que estavam sob o cuidado do rei, não puderam ficar com os pais e o príncipe continuava a não poder exercer o papel de regente quando o rei estava fora do país. Jorge começou a acreditar que Walpole o tinha enganado na reaproximação para poder voltar a exercer uma posição de poder. Nos anos que se seguiram, o príncipe e a princesa viveram tranquilamente, evitando actividades políticas demasiado públicas. Tiveram mais três filhos: Guilherme, Maria e Luísa, que foram criados entre a Casa Leicester e o Chalé Richmond, a residência de verão de Jorge.
Em 1721, o desastre económico da Companhia dos Mares do Sul permitiu a Walpole subir para o pináculo do governo. Walpole e o seu partido liberal passaram a dominar a política, uma vez que o rei temia que o partido conservador não aceitasse a sucessão ditada pelo Decreto de Estabelecimento. O poder dos liberais era tão grande que os conservadores não voltaram ao governo nos cinquenta anos que se seguiram.

## Primeiros anos de reinado

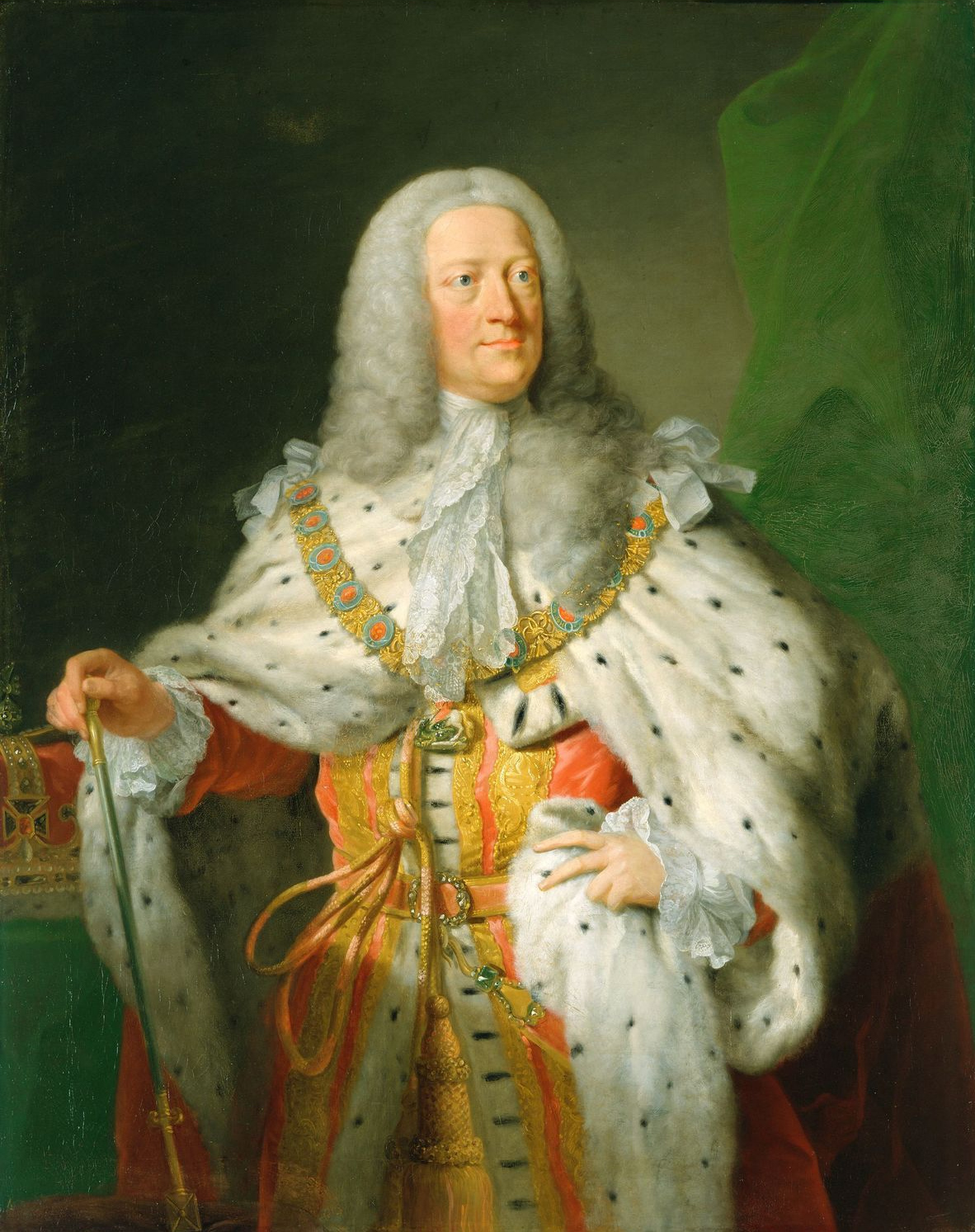
Jorge II por John Shackleton

Jorge I morreu a 11/22 de junho de 1727 durante uma das suas visitas a Hanôver e Jorge II sucedeu-o como rei e príncipe-eleitor aos 43 anos de idade. O novo rei decidiu não viajar até à Germânia para assistir ao funeral do pai, uma atitude que não foi criticada, mas sim elogiada pelos ingleses que a viram como uma prova do carinho que o rei tinha pela Inglaterra. Decidiu não cumprir o testamento do pai uma vez que tentava dividir a sucessão de Hanôver entre os futuros netos de Jorge II em vez de garantir todos os domínios (britânicos e germânicos) numa única pessoa. Tanto os ministros britânicos como os de Hanôver consideraram que o testamento não cumpria a lei, uma vez que Jorge I não tinha poder legal para determinar a sucessão pessoalmente. Os críticos desconfiaram que Jorge escondeu o testamento para evitar pagar os legados do pai.
Jorge II foi coroado na Abadia de Westminster a 11/22 de outubro de 1727. O compositor George Frideric Handel foi contratado para escrever quatro hinos novos para a coroação, incluindo Zadok the Priest.
Acreditava-se fortemente que Jorge iria dispensar Walpole, que o tinha enfurecido quando se juntou ao governo do pai, e substituí-lo por sir Spencer Compton. Jorge tinha pedido a Compton e não a Walpole para escrever o seu primeiro discurso como rei, mas Compton pediu a Walpole para fazer o esboço. A rainha Carolina aconselhou Jorge a ficar com Walpole, que continuou a conquistar o favor da realeza quando conseguiu garantir uma generosa lista civil (rendimento anual fixo pago pelo parlamento para os gastos oficiais do rei) de 800 000 libras esterlinas. Walpole controlava uma maioria substancial no Parlamento e Jorge não teve grande escolha senão deixá-lo ficar no seu cargo sob o risco de criar instabilidade no governo. Compton recebeu o título de Lorde Wilmington no ano seguinte.
Walpole dirigia a política interna e, após a demissão do seu cunhado Townshend em 1730, passou também a controlar a política estrangeira de Jorge. Os historiadores acreditam de forma geral que Jorge tinha um papel meramente honorário na Grã-Bretanha e seguia estreitamente os conselhos de Walpole e de ministros mais antigos que eram os que tomavam as decisões mais importantes. Apesar de o rei ansiar por uma guerra na Europa, os seus ministros eram mais cautelosos. A Guerra Anglo-Espanhola chegou ao fim e Jorge pressionou Walpole sem sucesso para que o seu país se juntasse à Guerra de Sucessão Polaca ao lado dos estados alemães. Em abril de 1733, Walpole foi responsável pela elaboração de um projecto-de-lei que tinha gerado uma forte oposição mesmo dentro do seu próprio partido. Jorge apoiou Walpole, dispensando quem se tinha oposto ao projecto dos seus cargos.

## Problemas familiares

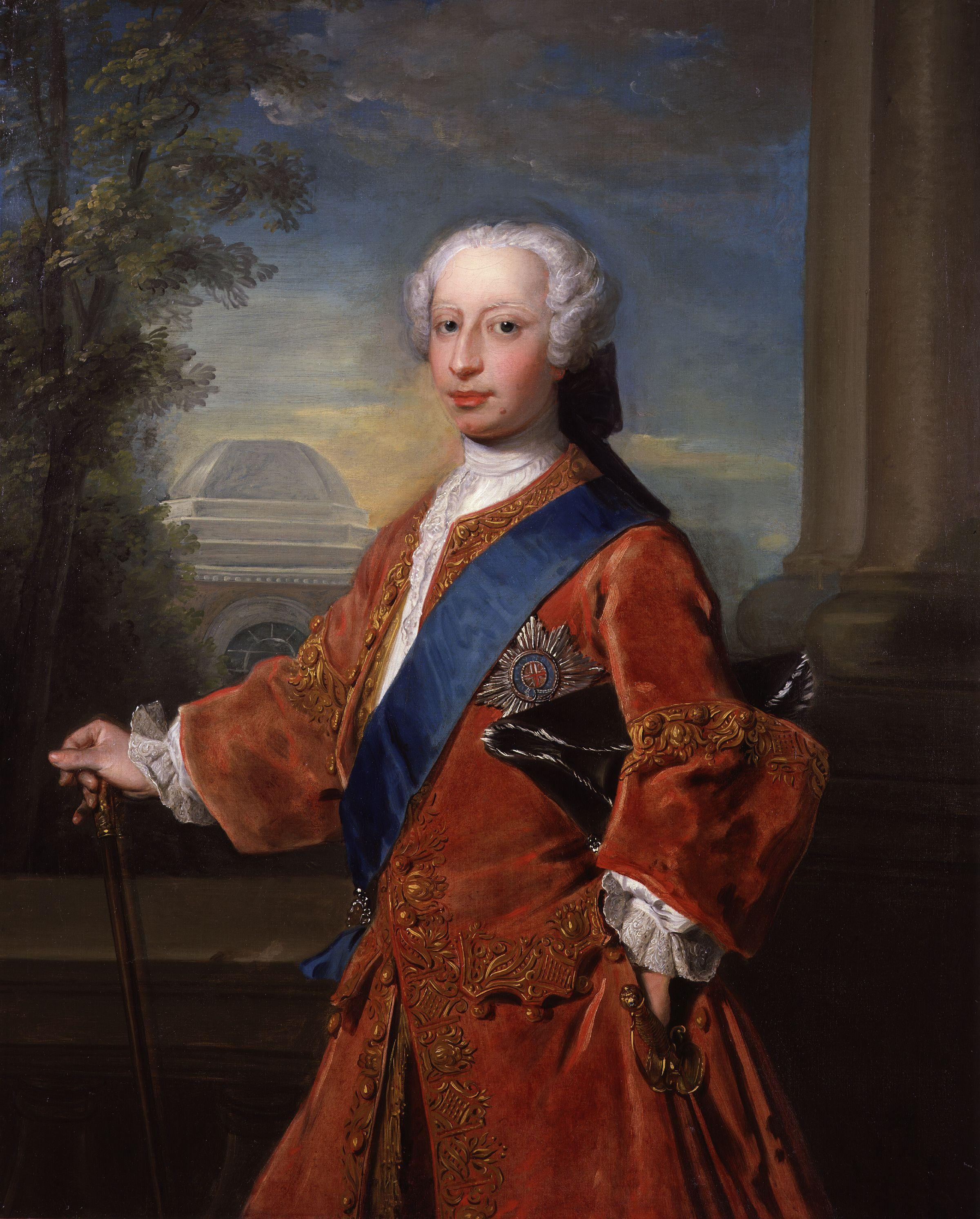
Frederico, Príncipe de Gales

A relação de Jorge II com o seu filho e herdeiro aparente, Frederico, Príncipe de Gales, piorou durante a década de 1730. Frederico tinha sido deixado na Germânia quando os seus pais foram para Inglaterra e não os viu durante catorze anos. Em 1728, foi levado para Inglaterra e lentamente tornou-se a figura central da oposição política. Quando Jorge visitou Hanôver durante os verões de 1729, 1732 e 1732, deixou a sua esposa e não o filho na liderança do conselho de regência da Grã-Bretanha. Entretanto, a rivalidade entre Jorge II e o seu cunhado Frederico Guilherme I da Prússia conduziu a tensões na fronteira da Prússia com Hanôver que acabaram por culminar na mobilização de tropas nesta zona e em rumores de que os dois reis se enfrentariam num duelo. As negociações de casamento entre o príncipe de Gales e a filha de Frederico Guilherme, Guilhermina, arrastaram-se durante vários anos uma vez que nenhum dos lados desejava fazer concessões para o outro e a ideia acabou por ser abandonada. Em vez de Guilhermina, Frederico casou-se com a princesa Augusta de Saxe-Gota em 1736.
Em maio de 1736, Jorge regressou a Hanôver, o que levou ao aumento da sua impopularidade em Inglaterra. Foi inclusivamente colocado um aviso satírico nos portões do Palácio de St. James condenando a sua ausência. Dizia "Foi perdido ou extraviado desta casa um homem que deixou esposa e seis filhos na paróquia". O rei tinha planos para regressar face ao clima rigoroso de dezembro. Quando o seu navio ficou retido devido a uma tempestade, começou a correr o rumor de que o rei se tinha afogado. Em janeiro de 1737, o rei acabou por chegar a Inglaterra. Logo depois da sua chegada, Jorge adoeceu com hemorróidas e febre que o prenderam à cama. O príncipe de Gales começou a espalhar o rumor de que o rei estava a morrer, forçando assim Jorge a levantar-se e a estar presente num evento social para desmentir os burburinhos.
Quando o Príncipe de Gales pediu ao Parlamento um aumento do seu rendimento, iniciou-se uma desavença pública. O rei, que tinha a reputação de ser má pessoa, ofereceu um rendimento privado ao filho, que este recusou. O Parlamento votou contra a medida, mas Jorge aumentou o rendimento do filho de má vontade, seguindo o conselho de Walpole. Os dois voltaram a confrontar-se quando Frederico excluiu o rei e a rainha do nascimento da sua filha em julho de 1737, forçando a sua esposa, que estava em trabalho de parto, a entrar numa carruagem a meio da noite. Jorge baniu-o e à sua família da corte, um castigo muito parecido com aquele ao qual o seu pai o tinha condenado com a excepção de que Frederico pôde ficar com os seus filhos.
Pouco depois de ter expulso o filho, a esposa de Jorge, Carolina, morreu a 20 de novembro de 1737. Jorge ficou profundamente afectado com a morte da esposa e, para surpresa de muitos, mostrou "uma ternura que muitos achavam o rei completamente incapaz de mostrar antes". Quando estava prestes a morrer, Carolina pediu ao seu marido que chorava para que se voltasse a casar, ao que ele respondeu: "Non, j'aurai des maîtresses!" ("Não, vou ter apenas amantes!"). Era do conhecimento comum que Jorge já tinha tido amantes durante o seu casamento e que tinha informado a esposa sobre elas. Henrietta Howard, mais tarde condessa de Suffolk, tinha-se mudado para Hanôver com o marido durante o reinado da rainha Ana, e tinha-se tornada uma das camareiras de Carolina. Foi amante de Jorge desde antes da ascensão de Jorge I até novembro de 1734. Depois dela, Jorge passou a ter um caso com Amalie von Wallmoden, depois condessa de Yarmouth, cujo filho, Johann Ludwig von Wallmoden, pode ter sido de Jorge. Johann Ludwig nasceu quando Amalie ainda era casada com o marido e Jorge nunca reconheceu publicamente a sua paternidade.

## Guerra e rebelião

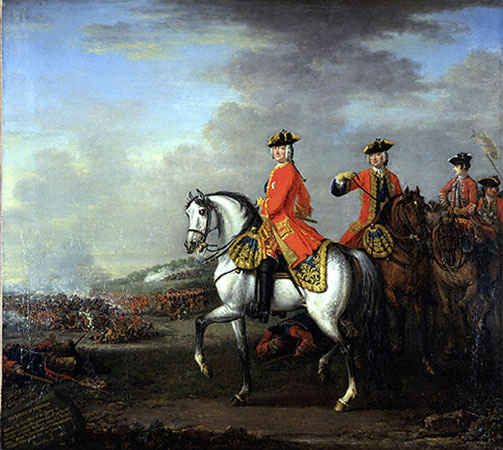
Jorge II na Batalha de Dettingen

Contra a vontade de Walpole, mas para grande alegria de Jorge, a Grã-Bretanha voltou novamente a entrar em guerra quando rebentou a Guerra da Orelha de Jenkins contra Espanha em 1739. A guerra da Grã-Bretanha com a Espanha tornou-se uma parte da Guerra de Sucessão Austríaca quando rebentou uma grande guerra europeia após a morte do sacro-imperador Carlos VI em 1740. A disputa tinha como objectivo colocar a filha de Carlos, Maria Teresa no trono austríaco.  Jorge passou o verão de 1740 e 1741 em Hanôver, onde podia intervir mais directamente nos assuntos diplomáticos europeus como príncipe-eleitor.
O príncipe Frederico esteve em campanha activa em favor da oposição durante as eleições gerais britânicas em 1741 e Walpole não conseguiu garantir uma maioria estável. Walpole tentou comprar o príncipe com a promessa de aumentar o seu rendimento e ofereceu-se para pagar as suas dívidas, mas Frederico recusou a proposta. Com o seu apoio desgastado, Walpole reformou-se em 1742, depois de passar mais de vinte anos no seu cargo. Foi substituído por Spencer Compton, Lorde Wilmington, que Jorge tinha considerado primeiro para o cargo de primeiro-ministro em 1727. Contudo, Lorde Wilmington era uma pessoa representativa. O verdadeiro poder estava nas mãos de outros, nomeadamente Lorde Carteret, o ministro preferido do rei a seguir a Walpole. Quando Wilmington morreu em 1743, Henry Pelham passou a ocupar o seu lugar na liderança do governo.
A facção a favor da guerra era liderada por Carteret que afirmava que o poder francês aumentaria se Maria Teresa não sucedesse ao trono austríaco. Jorge concordou em enviar doze mil mercenários de Hesse e dinamarqueses para a Europa para apoiar afirmadamente Maria Teresa. Sem se reunir com os seus ministros britânicos, Jorge colocou-os em Hanôver para impedir as tropas francesas inimigas de entrar no eleitorado. O exército britânico já não combatia numa guerra importante na Europa há mais de vinte anos e o governo tinha esquecido em grande parte a sua manutenção. Jorge tinha incentivado um maior profissionalismo nas fileiras assim como a promoção por mérito e não por venda de comissões, mas não teve grande sucesso. Uma força aliada com tropas da Áustria, Grã-Bretanha, Países Baixos, Hanôver e Hesse enfrentaram a França na Batalha de Dettingen a 16/27 de junho de 1743. Jorge acompanhou-os pessoalmente, liderando-os para a vitória e tornando-se assim o último monarca britânico a liderar as suas tropas em batalha. Apesar das suas acções na batalha terem sido admiradas, a guerra tornou-se pouco popular entre o público britânico que sentia que o rei e Carteret tinham subordinado os interesses britânicos ao de Hanôver. Carteret perdeu apoio e, para desgosto de Jorge, demitiu-se em 1744.
A tensão aumentou entre o ministério de Pelham e Jorge, uma vez que o rei continuava a aceitar os conselhos de Carteret e a rejeitar a pressão para incluir William Pitt, que teria aumentado a base de apoio do governo, no gabinete. O rei não gostava de Pitt porque este se tinha oposto anteriormente à política do governo e atacou as medidas que eram consideradas a favor de Hanôver. Em fevereiro de 1746, Pelham e os seus seguidores demitiram-se. Jorge pediu a Lorde Bath e a Carteret para formar uma administração, mas menos de quarenta e oito horas depois tiveram de desistir de formar governo porque não conseguiram reunir apoio suficiente no parlamento. Pelham regressou ao posto triunfalmente e Jorge foi forçado a nomear Pitt ao ministério.
Os adversários franceses de Jorge encorajaram os Jacobitas, apoiantes de Jaime Francisco Eduardo Stuart, candidato católico ao trono e conhecido como o Velho Pretendente, à rebelião. Jaime Stuart era filho do rei Jaime II & VII, que tinha sido deposto em 1688 e substituído pelos seus parentes protestantes. Duas revoltas anteriores, realizadas em 1715 e 1719, tinham falhado. Em julho de 1745, o filho do Velho Pretendente, Carlos Eduardo Stuart, conhecido como Bonnie Prince Charlie ou o Jovem Pretendente, chegou à Escócia onde tinha mais apoiantes da sua causa. Jorge, que estava a passar o verão em Hanôver, regressou a Londres no final de agosto. Os Jacobitas derrotaram as forças britânicas em setembro na Batalha de Prestonpans e depois começaram a avançar em direcção a sul, para Inglaterra. Os jacobitas não conseguiram obter mais apoio e os franceses não cumpriram a sua promessa de ajuda. Com o moral perdido, os jacobitas retiraram-se novamente para a Escócia. A 16/27 de abril de 1746, Carlos enfrentou o filho mais militar de Jorge, o príncipe Guilherme, Duque de Cumberland, na Batalha de Culloden, a última batalha campal travada em solo britânico. As tropas jacobitas foram destroçadas e reencaminhadas para fora do país pelo exército do governo. Carlos fugiu para França, mas muitos dos seus apoiantes foram apanhados e executados. O movimento Jacobita foi completamente destroçado. Não voltou a haver nenhuma tentativa para restaurar a Casa de Stuart. A Guerra de Sucessão Austríaca arrastou-se até 1748, ano em que Maria Teresa foi reconhecida como arquiduquesa da Áustria. A paz foi celebrada com uma festa em Green Park, Londres, para a qual Handel compôs a música que foi tocada durante o espectáculo de fogo-de-artificio.

## Últimos anos

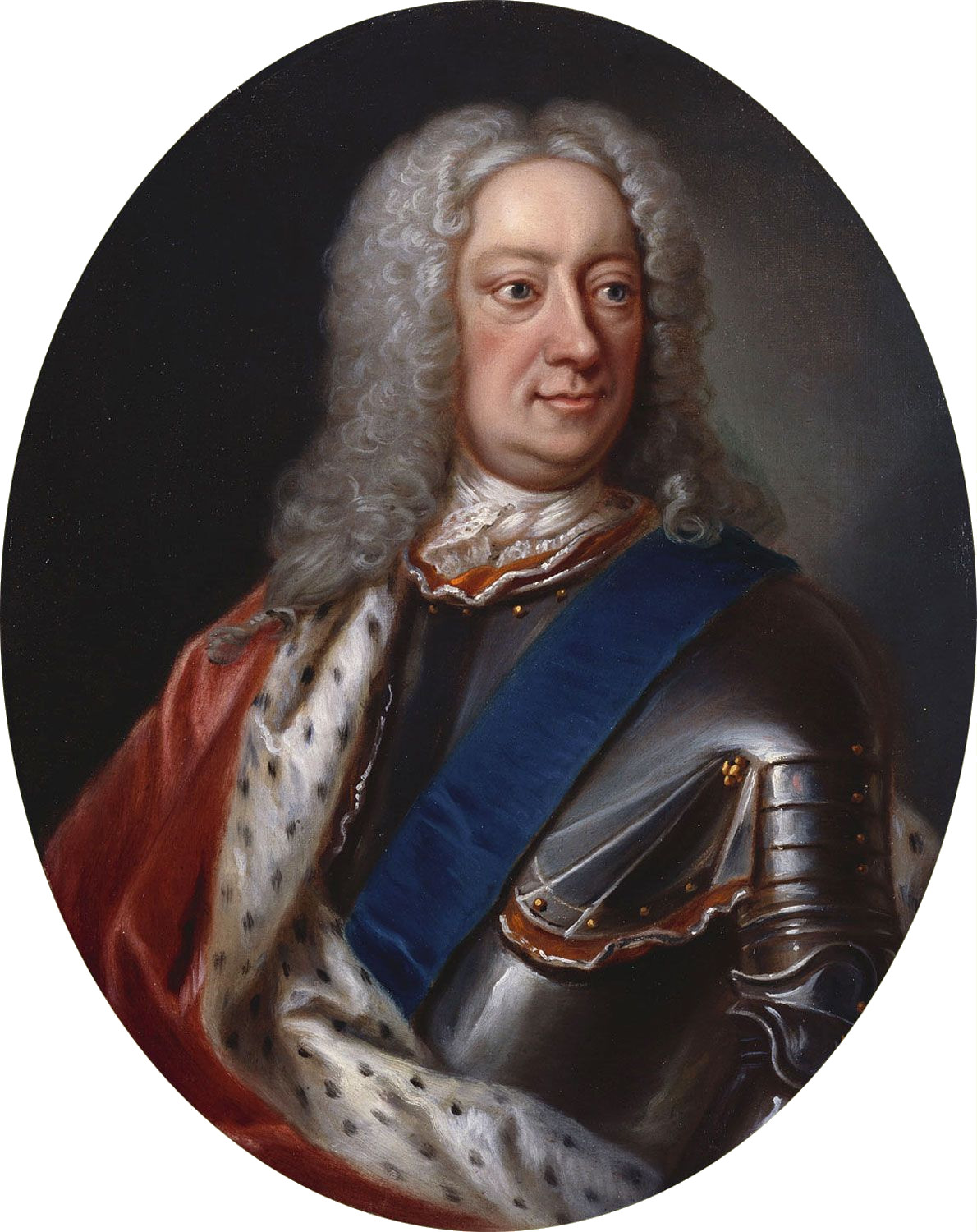
Jorge II

Nas eleições de 1747, o Príncipe de Gales voltou a fazer campanha activamente pela oposição, mas o partido de Pelham venceu facilmente. Tal como o seu pai tinha feito antes, o príncipe recebia figuras da oposição em sua casa na Praça Leicester. Quando Frederico morreu inesperadamente em 1751, o seu filho mais velho, príncipe Jorge, tornou-se herdeiro aparente. O rei lamentou a morte do filho juntamente com a Viúva Princesa de Gales e chorou com ela. Como Jorge apenas se tornaria maior de idade em 1756, um novo Decreto de Regência Britânico nomeou-a regente com a ajuda de um conselho liderado pelo Duque de Cumberland, caso Jorge II morresse antes. O rei também fez um novo testamento que nomeava o Duque de Cumberland como o único regente em Hanôver. Após a morte da sua filha Luísa no final do ano, Jorge lamentou-se: "Este tem sido um ano fatal para a minha família. Perdi o meu filho mais velho - mas fico contente por isso (...) Agora [a Luísa] morreu. Sei que não gostava dos meus filhos quando eles eram mais novos: Detestava vê-los a correr para dentro do meu quarto; mas agora adoro-os tanto como a maioria dos pais."

### Guerra dos Sete Anos
Em 1754 Pelham morreu, sendo sucedido pelo seu irmão mais velho, o Duque de Newcastle. A hostilidade entre França e a Grã-Bretanha, principalmente por causa da colonização da América do Norte, continuou. Temendo uma invasão francesa em Hanôver, Jorge aliou-se à Prússia, inimiga da Áustria. A Rússia e a França aliaram-se com a sua antiga inimiga, a Áustria. A invasão francesa da ilha mediterrânica de Minorca, controlada pelos britânicos, levou ao rebentar da Guerra dos Sete Anos em 1756. O público ficou inquieto com as derrotas britânicas no início do conflito, o que levou à demissão do duque de Newcastle e à nomeação do Duque de Devonshire como primeiro-ministro e William Pitt como Secretário de Estado do Departamento do Sul. Em abril do ano seguinte, Jorge dispensou Pitt numa tentativa de construir uma administração mais a seu gosto. Nos três meses seguintes as tentativas para criar um ministério estável falharam. Em junho, James Waldegrave, 2.º Conde Waldegrave, deteve o poder durante apenas quatro dias. No início de julho, voltou a chamar Pitt e o Duque de Newcastle regressou como primeiro-ministro. Como secretário de Estado, Pitt guiou as políticas relacionadas com a guerra. A Grã-Bretanha, Hanôver, a Prússia e os seus aliados Hesse-Cassel e Brunsvique-Volfembutel opunham-se a outras potências europeias, incluindo a França, Áustria, Rússia, Suécia e Saxónia. A guerra envolveu também vários países fora da Europa como a América do Norte e a Índia, onde o domínio britânico tinha aumentado devido às vitórias de Robert Clive sobre as forças francesas e os seus aliados nas batalhas de Arcot e de Plassey.
O filho de Jorge, o Duque de Cumberland, comandou as tropas do rei no norte da Germânia. Em 1757, Hanôver foi invadido e Jorge concedeu poderes completos ao filho para levar a cabo uma paz separada. Contudo, em setembro, ficou furioso quando viu o acordo de paz que o filho tinha concluído uma vez que, na sua opinião, era demasiado favorável para os franceses. Jorge disse que o filho Guilherme o tinha "arruinado e se tinha desgraçado". Guilherme, por escolha própria, decidiu deixar os seus postos militares, e Jorge revogou o acordo de paz afirmando que os franceses o tinham infringido quando desarmaram as tropas de Hesse após o cessar-fogo.
No annus mirabilis de 1759, as forças britânicas capturaram o Quebeque e Guadalupe. O plano francês para invadir a Grã-Bretanha foi derrotado após as batalhas navais de Lagos e da Baía de Quiberon, e um novo ataque francês a Hanôver foi travado por uma acção conjunta das forças de Hanôver e Grã-Bretanha na Batalha de Minden.

### Morte
Em outubro de 1760, Jorge II estava cego de um olho e ouvia mal. Na manhã de 25 de outubro, levantou-se às seis da manhã como era costume, bebeu uma caneca de chocolate quente e sentou-se sozinho no seu banco mais próximo. Alguns minutos depois, o seu criado-de-quarto ouviu um grande estrondo. Quando entrou no quarto viu o rei estendido no chão. O rei foi levado para a cama e foi chamada a princesa Amélia, mas morreu antes dela conseguir chegar. Com quase 77 anos de idade, Jorge tinha vivido mais do que qualquer dos seus predecessores ingleses. A autópsia realizada ao seu corpo revelou que o ventrículo direito do seu coração tinha rebentado devido a um aneurisma aórtico incipiente.
Jorge II foi sucedido pelo seu neto Jorge III e foi enterrado a 11 de novembro na Abadia de Westminster. Deixou instruções para que o seu caixão e o da esposa fossem abertos de lado para que os seus restos mortais pudessem se tocar.

## Legado

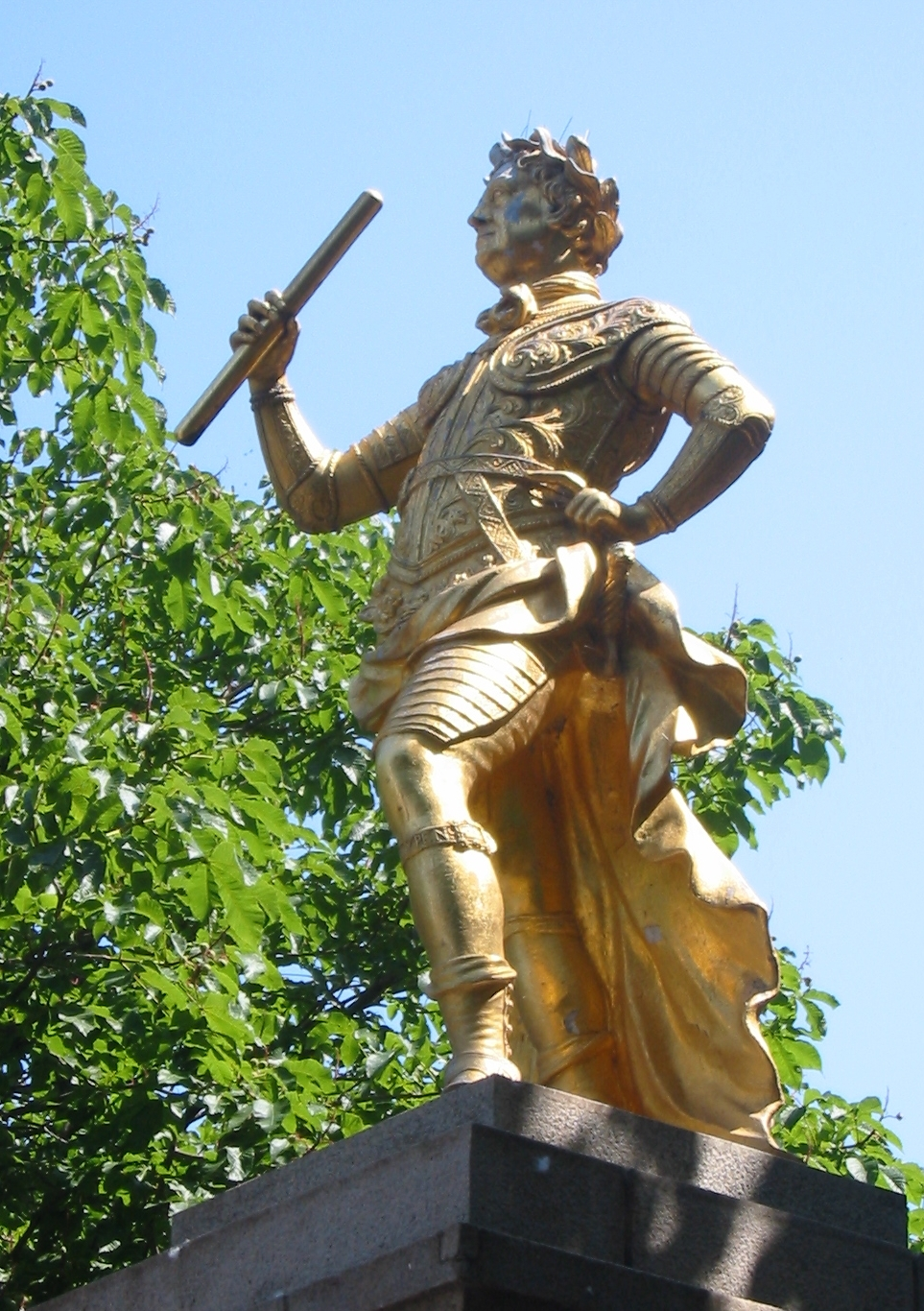
Estátua de Jorge II na ilha de Jersey

Jorge doou a biblioteca real ao Museu Britânico em 1757, quatro anos depois da abertura do museu. O rei não se interessava pela leitura, nem pelas artes e pela ciência e preferia passar o seu tempo livre a caçar a cavalo ou a jogar às cartas. Em 1737, abriu a Universidade Jorge Augusto em Gotinga, a primeira universidade do eleitorado de Hanôver, e visitou-a em 1748. A universidade deu o nome de 359 Georgia a um asteróide em 1902 em sua honra. Foi chanceler da Trinity College, em Dublin, entre 1716 e 1727 e, em 1754, deu autorização para a criação, em Nova Iorque, do King's College, que, mais tarde, veio a se tornar a Universidade Columbia. O estado da Geórgia, fundado por carta real em 1732, recebeu o nome em sua honra.
Durante o reinado de Jorge II, os interesses britânicos expandiram-se por todo o mundo, o desafio Jacobita para a dinastia de Hanôver acabou e o poder dos ministros no Parlamento britânico ficou bem estabelecido. Apesar de tudo, nas memórias de contemporâneos como Lorde Hervey e Horace Walpole, Jorge é retratado como um palhaço fraco, controlado pela esposa e pelos ministros. As biografias escritas sobre Jorge durante o século XIX e inícios do século XX basearam-se sobretudo nesses relatos tendenciosos. Desde o último quarto do século XX, a análise das correspondências que sobreviveram da época, indicou que Jorge não era tão pouco competente como se pensava anteriormente. Nas cartas dos ministros encontram-se notas pertinentes feitas por Jorge que mostram que ele se interessava e entendia a política estrangeira em particular. Muitas vezes conseguiu impedir a contratação de ministros de quem não gostava ou colocá-los em posições menos importantes. Contudo, esta nova avaliação académica de Jorge não foi suficiente para eliminar a percepção popular dele como um "rei ligeiramente lunático". A sua avareza, por exemplo, pode ter sido exposta ao ridículo, mas os seus biógrafos deixaram a observação de que a avareza era melhor do que a extravagância. Lorde Charlemont desculpou o mau feitio de Jorge, afirmando que os seus sentimentos sinceros eram melhores do que se fossem enganadores. "O seu feitio era quente e impetuoso, mas ele era bom e sincero. Tinha pouco talento para o talento real da dissimulação, sempre foi aquilo que parecia ser. Podia ofender, mas nunca enganava". Lorde Waldegrave escreveu: "Estou perfeitamente convencido de que, a partir de agora, quando o tempo fizer esmorecer aqueles espectros e culpas que mancham o melhor dos caracteres, e dos quais ninguém está verdadeiramente livre, o rei será nomeado como um daqueles reis patriotas sob cujo governo as pessoas desfrutaram da maior felicidade". Jorge pode não ter tido um papel importante na história, mas foi influente em certas ocasiões e manteve o governo constitucional. Elizabeth Montagu disse sobre Jorge que: "Com ele, as nossas leis e liberdades estavam asseguradas, tinha grande confiança no seu povo e o respeito dos governos estrangeiros; e uma certa firmeza de carácter que o tornavam bastante influente nestes tempos difíceis (...) O seu carácter não será o tema de poesias épicas, mas vai ficar bem nas páginas sóbrias da história."

## Títulos, estilos e brasões

Monograma real de Jorge

### Títulos e estilos
Na Grã-Bretanha:
- 9 de novembro de 1709 – 1 de agosto de 1714: "Sua Alteza, o Duque de Cambridge" [133]
- 1 de agosto de 1714 – 11 de junho de 1727: "Sua Alteza Real, o Duque da Cornualha" [nota 1]
  - Na Escócia: "Sua Alteza Real, o Duque de Rothesay"
- 27 de setembro de 1714 – 11 de junho de 1727: "Sua Alteza Real, o Príncipe de Gales"
- 11 de junho de 1727 – 25 de outubro de 1760: "Sua Majestade, o Rei"

Seu título completo como rei era "Jorge Segundo, pela Graça de Deus, Rei da Grã-Bretanha, França e Irlanda, Defensor da Fé, Duque de Brunsvique-Luneburgo, Arquitesoureiro e Príncipe-Eleitor do Sacro Império Romano-Germânico".

### Brasões
Quando Jorge se tornou Príncipe de Gales em 1714, ele recebeu o brasão real de armas sem o escudo interior eleitoral no quartel hanoveriano, diferenciado por um lambel argento de três pés. O brasão incluía uma coroa de um único arco e os suportes com um lambel similar nos ombros. Como rei, ele usava o brasão de seu pai sem nenhuma diferença.
| Brasão de Jorge Augusto como Príncipe Eleitoral de Hanôver (1698–1714) | Brasão de Jorge Augusto como Príncipe de Gales (1714–1727) | Brasão de Jorge II como Rei da Grã-Bretanha (1727–1760) | Brasão de Jorge II na Escócia (1727–1760) |

## Descendência
Jorge II casou-se com a princesa Carolina de Brandemburgo-Ansbach, de quem teve os seguintes filhos:
| Nome                           | Nascimento             | Morte                   | Observações                                                                 |
| ------------------------------ | ---------------------- | ----------------------- | --------------------------------------------------------------------------- |
| Frederico, Príncipe de Gales   | 1 de fevereiro de 1707 | 31 de março de 1751     | Casou-se com Augusta de Saxe-Gota em 1736, com descendência.                |
| Ana, Princesa Real             | 2 de novembro de 1709  | 12 de janeiro de 1759   | Casou-se com Guilherme IV, Príncipe de Orange em 1734, com descendência.    |
| Amélia                         | 10 de junho de 1711    | 31 de outubro de 1786   |                                                                             |
| Carolina                       | 10 de junho de 1713    | 28 de dezembro de 1757  |                                                                             |
| Filho natimorto                | 20 de novembro de 1716 | 20 de novembro de 1716  |                                                                             |
| Jorge Guilherme                | 13 de novembro de 1717 | 17 de fevereiro de 1718 | Morreu na infância.                                                         |
| Aborto espontâneo              | Fevereiro de 1718      | Fevereiro de 1718       |                                                                             |
| Guilherme, Duque de Cumberland | 26 de abril de 1721    | 31 de outubro de 1765   |                                                                             |
| Maria                          | 5 de março de 1723     | 14 de janeiro de 1772   | Casou-se com Frederico II, Conde de Hesse-Cassel em 1740, com descendência. |
| Luísa                          | 18 de dezembro de 1724 | 19 de dezembro de 1751  | Casou-se com Frederico V da Dinamarca e Noruega em 1743, com descendência.  |